# وادي الدمى
وادي الدُمى (بالإنجليزية: 
valley of the dolls)‏ هي أول رواية للكاتبة الأمريكية جاكلين سوزان، صدرت عام 1966، وحققت أعلى نسبة مبيعات في ذلك العام. وبيع منها أكثر من 31 مليون نسخة، مما يجعلها واحدة من أفضل الأعمال التي بيعت في تاريخ النشر.

## الحبكة
تحكي القصة عن ثلاثة فتيات يافعات، اللواتي سرعان ما يصبحن صديقات في الأوقات العصيبة التي أعقبت الحرب بين عالمي برودواي وهوليود، وهن: الأولى هي آنا ويلس فتاة جميلة من إقليم نيو انجلد وتعتقد أن مدينة نيويورك مكانًا رومانسيًا لتحقيق أحلامها، والثانية هي نيللي أوهارا فتاة مرحة تعمل كبهلوان حيث إنها موهوبة ولكنها لا تفهم ذلك، والأخرى هي جنيفر نورس فتاة استعراض لطيفة كل ما تتمناه أن يحبها أحدهم. وكلما أصبحت الحياة أصعب تعودت كل منهن بشكل متزايد ولمدة طويلة على الدُمى وهي منشطات ومسكنات البارتيرون وقد بدت لهن مساعدة.
و في رحلتهن يقابلن أشخاصًا مثل هيلين لاوسن الرائعة أسطورة برودواي المعروفة بطبعها الغليظ وليون بورك محام مسرحي أناني وتوني بولر مغن بوب يبدو كالأطفال وذو طابع عدائي وكيفين جللمور وهو شخص ذو نفوذ ويتاجر في مستحضرات التجميل بشدة وتد كازبلنزا مصمم أزياء قوي ولكنه أناني.
وعلى مدار أكثر من عشرين سنة حافلة بالأحداث استمرت من 1945 حتى عام 1965 كافحت كل منهن لصعود قمة افريست احلامها حتي يجدن نفسهن مرة أخرى عائدين إلى واد الدُمى.

## خلفية

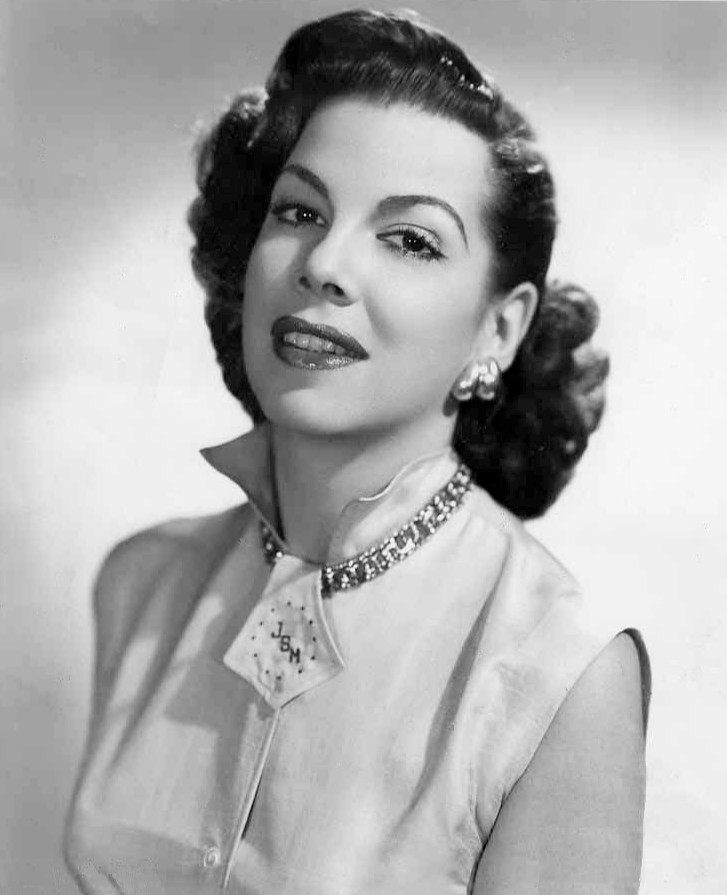
جاكلين سوزن

يعتقد البعض أن سوزن كانت تفكر في الرواية لوقت؛ فقبل سنوات عديدة بدأت رواية تحت الفطيرة Underneath the Pancake مع صديقتها الممثلة بيترسا كول (1910-1999). وفيما بعد أخذت بعين الاعتبار كتابة رواية لصناعة الترفيه عن تعاط المخدرات وكان اسمها الدُمى الوردية The Pink Dolls.
تُعتبر رواية وادي الدُمى قطعة رومانية حيث الشخصيات مقتبسه عن مشاهير حقيقين مثل جودي غارلند وكارول لاندس ودين مارتن وإيثيل ميرمان. صرحت سوزن في عام 1973 بعد صدور الطبعة الثالثة للرواية قائلة: «إنهم يستطيعون الاستمرار بقول أن هذة الرواية قطعة رومانية. هذا ما سيجعل كتبي تباع. أنا غير مهتمة» وأصرت سوزن على أنها تبدأ كل كتاب من أجل موضوع: «أسأل أي نوع من الشخصيات؟ وثم أختار نوع معين من الناس بطريقة غير مياشرة حيث لدى أذان صاغية».
أهدت سوزن الكتاب لكلبها البودل جوزيفينيا ولزوجها ارفنج مانسفيد.

## النشر
نشر الكتاب بيرناد جايس في العاشر من شهر فبراير (شباط) لعام 1966 وانطلق الكتاب وكأنه سفينة كايب كرنفيرا.
بالرغم من أن المجلة الأمريكية الإسبوعية ببلشر ويكلي وصفت الكتاب في تقيم له بأنه عبقري ورائع جدًا إلا أنه حصل على نقد سلبي، حيث وصفت غلوريا ستاينم الكتاب في جريدة نيويورك هيلرد ترابون تمامًا كما وصفه المراجعون في جريدة نيويورك تايمز. فصرحت مجلة تايمز بأنه «الكتاب الأسوء للشهر» وقالت أيضًا: «يمكن وصفه بشكل أكثر دقة بأنه مسكن فعال. دمية حيه».
حقق الكتاب نجاحًا تجاريًا بالرغم من كل التقيمات السيئة، حيث في الثامن والعشرين من شهر مايو لعام 1966 أي بعد تسعة أسابيع من نشره حقق الكتاب المركز الأول للكتب الأكثر مبيعًا في قائمة مجلة نيويورك تايمز وظل محافظًا على هذا المركز لمدة 28 أسبوعًا على التوال. وأصبح الكتاب الأفضل مبيعًا بعد أن ظل متصدرًا القائمة لمدة 65 أسبوعا كاملًا، وبحلول وفاة سوزن في عام 1974 دخل الكتاب موسوعة غينيس للأرقام القياسية للكتب الأكثر مبيعًا على الإطلاق حيث بيع أكثر من 17 مليون نسخة وبحلول عام 2016 كان قد بيع أكثر من 31 مليون نسخة.
في عام 2001 قامت الكاتبة ريا لورانس بنشر تكملة لرواية وادي الدُمى جاكلين سوزن ظلال الدُمى (تاج) والذي كان كما هو معروف مقتبس عن ملاحظات تركتها سوزن حيث كانت تنوي لاصدار جزء ثان للكتاب. وفي تقيم له ذكرت المجلة اللأمريكية ببلشر ويكلي: «هذه التكملة المملة إلى حد الضجر تم تسميتها بجدارة حيث عنوانها في عمق الوهن لظل الكتاب الأصلي. فكتاب سوزن الأصل لا يزال صفعة قوية أما التكملة فهي لكمة أخرى».

## التحول للسنيما والدراما
في عام 1967 تم تحويل الرواية إلى فيلم يحمل عنوان الرواية ذاته وكان من إخراج مارك روبنسون وبطولة باربرا باركس (آنا) وباتي ديوك (نيللي) وبول بورك (ليون) وشارون تايت (جنيفر) وسوزان هيوارد (هيلن). كتب السيناريو هيلين ديويتش (كاتب سيناريوا فيلفت القومية) ودوروتي كنجسلي (كاتبة سيناريو فيلم سبعة عرائس لسبعة إخوة) وأنتجه كلًا من روبين وديفيد فاسبرت. وعلى الرغم من النقد الاذع للفيلم إلا وأنه حقق نجاحًا باهرًا في شباك التذاكر وأصبح سادس أنجح فيلمًا للعام، حيث بلغت ايراداته في أمريكا 44 مليون دولار أمريكي. وقد كرهت سوزانن الفيلم بشدة رغم مشاركتها كمراسل أخبار، وتشير المصادر بانها اخبرت المخرج أن الفيلم «كان قطعة من القذارة».
في عام 1981 تم تحويل الرواية إلى مسلسل تلفزيوني بعنوان وادي دمُى جاكلين سوزن، انتجه أرمل سوزن أرفينج فاسفيلد واخرجه واتر جراومان. وكان المسلسل من بطولة كاترين هيكس وليزا هارتمان وفريونيكا هامل. في عام 1994 تم تحويل الرواية إلى مسلسل طويل مكون من 65 حلقة درامية ذو أساسا وأحداثًا فضفاضة عن الرواية. ولمدة ثلاثة أسابيع من شهر أغسطس حتى سبتمبر 2005 تمت إذاعته المسلسل على راديو بي بي سي 4 متكون من خمس عشرة حلقة درامية كتبتهم يوفيني انتربوس. وقد كان يعرض في فقرة 15 دقيقة يومية درامية من برنامج ساعة المرأة. وأعيدت إذاعته عدة مرات على راديو بي بي سي اكسترا في ثلاث حلقات مدتها 70 دقيقة.